# Rio Tuolumne

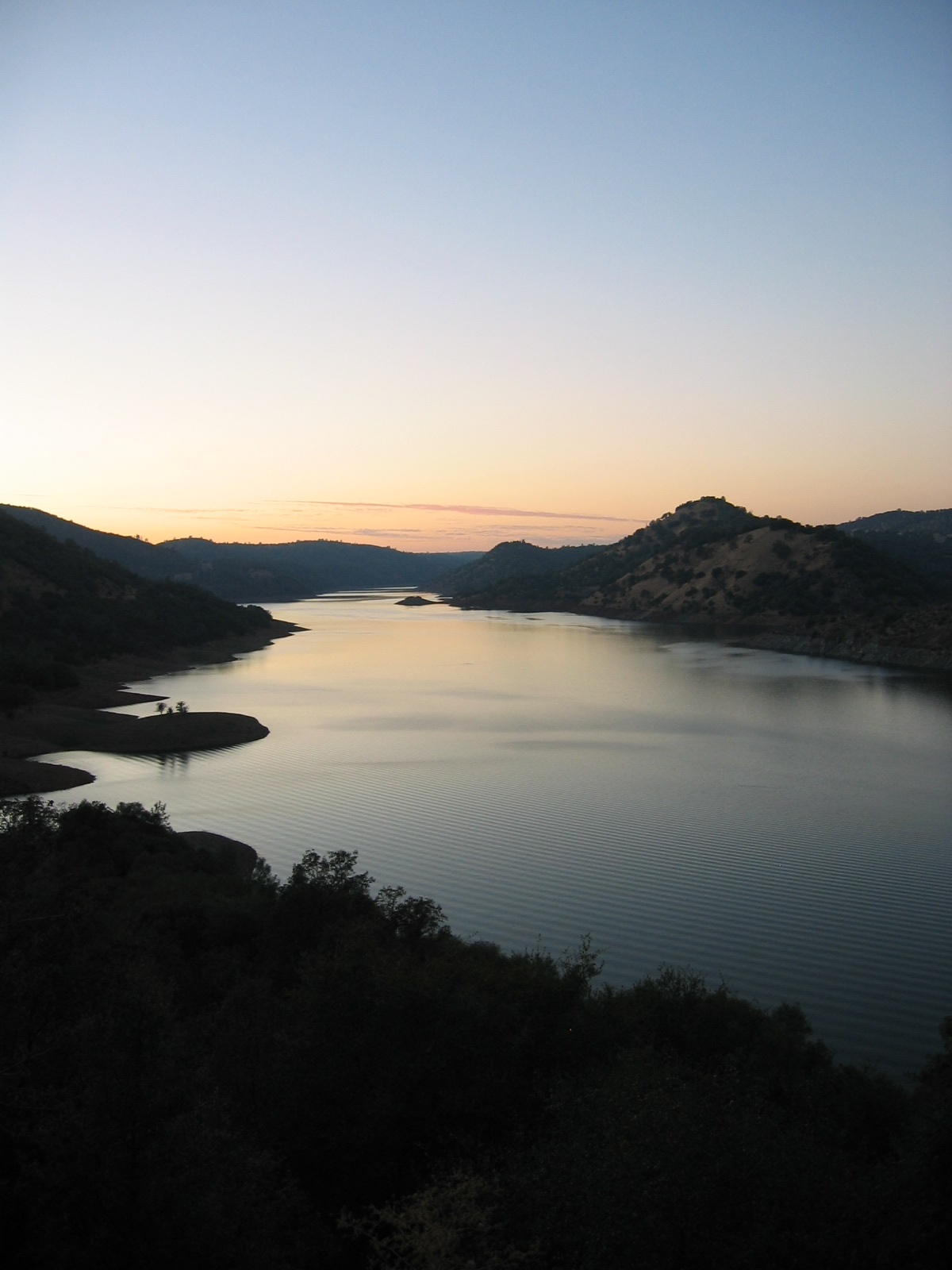
Bifurcação sul do rio Tuolumne, oeste de Yosemite

O Rio Tuolumne (em inglês:  Tuolumne River) é um dos maiores rios que percorrem a vertente oeste das montanhas da Sierra Nevada, na Califórnia, Estados Unidos. É vizinho, e ligeiramente maior, do rio Merced que se localiza mais a sul, mas têm ambos a nascente no Parque Nacional de Yosemite, no monte Lyell, e desaguam no Rio San Joaquin.
Durante sucessivas eras do gelo, os glaciares esculpiram vales para ambos os rios, na zona que agora está definida como Parque Nacional de Yosemite.